# Шляпа, полная неба
«Шляпа, полная неба» (англ.  A Hat Full of Sky) — фэнтези известного английского писателя Терри Пратчетта, написано в 2004 году. В апреле 2016 года выпущена на русском языке издательством «Эксмо» в переводе Н. Аллунан в двух разных обложках, также есть неофициальные переводы под заглавием «Шляпа, полная небес».
Тридцать вторая книга цикла «Плоский мир», вторая книга из цикла о Тиффани.

## Сюжет
Что делать, если у тебя есть магические способности, а учителей поблизости нет? У ведьм принято проходить ученичество у старых ведьм, овладевая профессией и помогая им в работе. Вот и Тиффани Болен, одиннадцати лет, отправилась даже в другую страну — Ланкр (которая находится не так уж и далеко на самом то деле), чтобы пройти обучение и стать настоящей ведьмой. Но как оказалось, учение ведовству это выполнение той же самой обыденной работы, что и дома. С утра до вечера надо заниматься обычными домашними обязанностями и ещё ходить по деревням, помогая людям. А когда же начнутся занятия магией? Полёты на метле, заклинания, волшебные палочки и прочее? Нет, оказывается, чтобы быть ведьмой, прежде всего надо научиться не пользоваться магией вообще. А это у Тиффани и так прекрасно получается. Она даже путанку — магический прибор — сделать не может. Единственное, что ей удается, это выходить из своего тела, чтобы посмотреть на себя, когда под рукой нет зеркала. Но это очень опасно — оставлять своё тело без присмотра. Мало ли что захочет завладеть твоим телом, твоим мозгом. Одно из таких существ уже давно приметило Тиффани, привлечённое её необыкновенным умом и ведьмовскими способностями. И когда Тиффани в очередной раз вышла из тела (чтобы посмотреть на себя со стороны за неимением зеркала), оно заняло её место. Её верные телохранители Нак Мак Фигли и даже сама Матушка Ветровоск пускаются в путь, чтобы помочь Тиффани избавиться от захватчика и снова стать самой собой.

## Основные действующие персонажи
- Тиффани Болен
- Нак Мак Фигли
- Матушка Ветровоск
- Мисс Вровень
- Роитель

## Второстепенные действующие персонажи
- Констатанция Тик
- Аннаграмма Ястребей
- Петулия Хрящик
- Миссис Иервиг
- Мистер Ткачик